# 布仁其其格
布仁其其格（1972年12月—），中华人民共和国政治人物、全国脱贫攻坚先进个人。

## 生平
布仁其其格任腾格里经济技术开发区嘉尔嘎勒赛汉镇科森嘎查驻村工作队队长兼第一书记，开发区公安分局党委委员、副局长。因在脱贫攻坚战中作出突出贡献，2021年2月25日全国脱贫攻坚总结表彰大会上，布仁其其格被授予“全国脱贫攻坚先进个人”。